# Rheingold-Wagen 1928

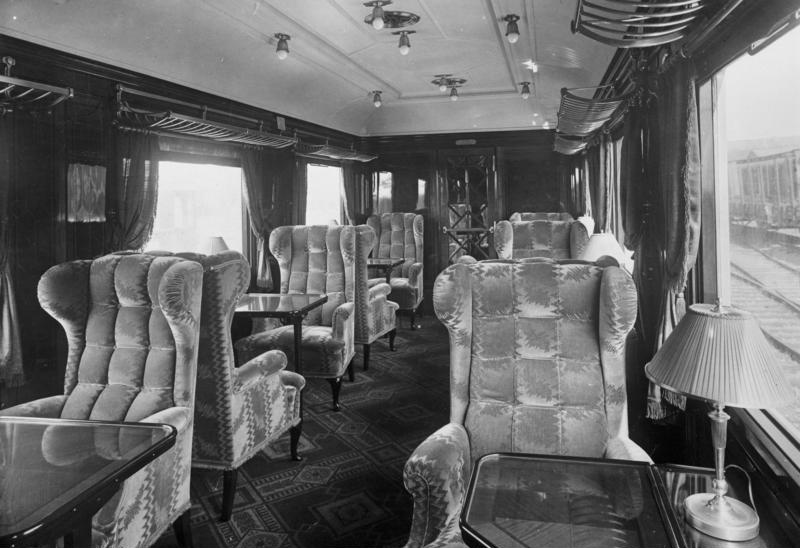
Innenansicht eines Salonwagens 1. Klasse

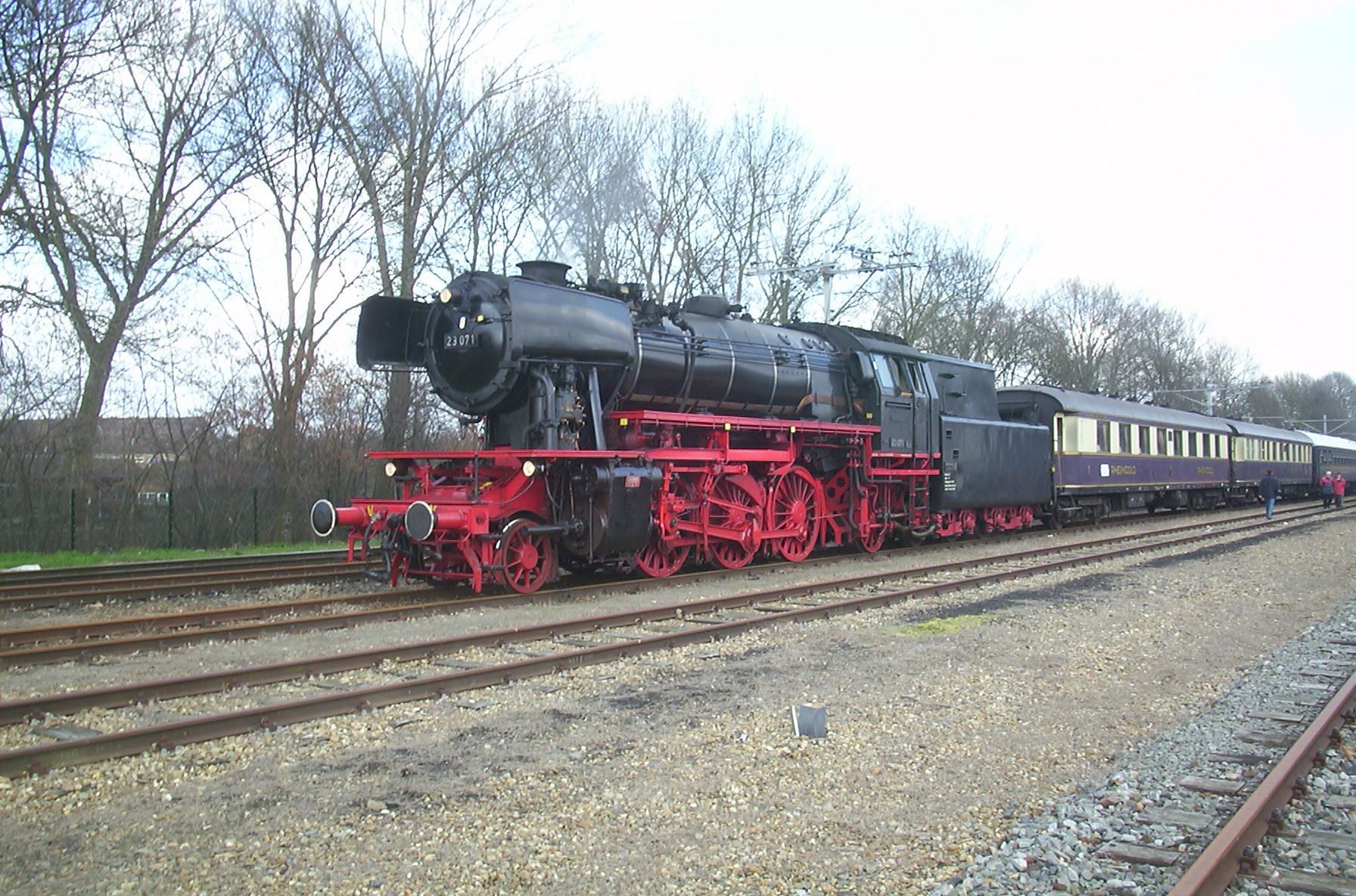
Zwei beim FEK erhaltene Wagen des Rheingold hinter einer Dampflokomotive der DB-Baureihe 23

Die Rheingold-Wagen 1928 waren Reisezugwagen, die von der Deutschen Reichsbahn in den Jahren 1928 bis 1929 für den damals neu eingeführten Fernschnellzug Rheingold beschafft wurden. Es waren besonders komfortable und zum Teil mit Küchen ausgestattete Großraumwagen, die von der Reichsbahn als Salonwagen bzw. Salonspeisewagen bezeichnet wurden.

## Salonwagen
Um gegenüber den Pullmanwagen der Compagnie Internationale des Wagons-Lits (CIWL) wettbewerbsfähig zu sein, wurden für den Rheingold Wagen beschafft, die ebenfalls entsprechend dem Pullman-Prinzip überwiegend als besonders komfortable Großraumwagen ausgeführt wurden. Lediglich in den Wagen der ersten Klasse ohne Küche (Gattung SA4ü) gab es außer dem Großraumbereich auch Einzelabteile. Die Wagen boten äußerlich ein einheitliches Erscheinungsbild. Sie waren zum Zeichen ihrer Exklusivität in den Farben violett/beige mit silbergrauem Dach lackiert. Die Reichbahnadler, die Klassenziffern sowie die Buchstaben für die Bezeichnungen „Deutsche Reichsbahn“ und „MITROPA“ waren in Messing-Rotguss gefertigt, 1930 kam noch die Beschriftung „RHEINGOLD“ unter der Fensterbrüstung hinzu. Im Innern waren die Wagen unterschiedlich gestaltet. Wände und Decken waren mit Hölzern (Zebrano, Palisander oder Ahorn) vertäfelt oder mit Stoffen bespannt. Die erste Klasse wurde mit losen Sesseln ausgestattet. Die Inneneinrichtungen der Wagen waren von angesehenen Künstlern und Architekten entworfen worden.
Wie die Pullmanwagen der CIWL waren diese Wagen zur Versorgung der Reisenden mit Speisen und Getränken am Platz etwa zur Hälfte mit einer Küche ausgestattet, was allerdings auch Beschwerden über Küchendämpfe an den Fahrgastplätzen zur Folge hatte. Eine Küche versorgte jeweils zwei Wagen. Speisen und Getränke wurden am Platz serviert, das Speiseangebot hatte einen gehobenen Standard. Es wurde auf besonderem Porzellangeschirr und mit Silberbesteck serviert. Die Küchenabteile waren jeweils nur rund sechs Quadratmeter groß. Hier wurde aber Essen für bis zu 60 Fahrgäste zubereitet. Neben einem Kohleofen fanden auf diesem beschränkten Raum auch noch die Anrichte, ein Kühlschrank sowie Vorratsschränke für Geschirr und Lebensmittel Platz.
Die Wagen wurden gebaut von:
- WUMAG (Waggon- und Maschinenbau AG) in Görlitz
- Waggonfabrik Gebrüder Credé in Kassel,
- Wegmann & Co. in Kassel,
- van der Zypen & Charlier in Köln-Deutz,
- Linke-Hofmann-Lauchhammer in Breslau.

Von den Wagen erster Klasse mit (Gattung SA4ük) und ohne Küche (Gattung SA4ü) wurden jeweils vier Stück gefertigt, von denen der zweiten Klasse ohne Küche (Gattung SB4ü) acht Stück und mit Küche (Gattung SB4ük) zehn.
| Gattung DRG | Wagennummern DRG            | Gattung DB                                             | UIC Wagen-nummer 1966               | Bemerkungen |
| SA4ük-28    | 20 501 (1928) 10 501 (1931) | WRüg(e)-28b (1952) WRüg(e)151.1 (1956)                 | 50 80 88-46 230                     | Drehgestelle Görlitz II schwer, 1933 Austausch gegen Görlitz III schwer, Umbau zu Speisewagen DSG 1230, ausgemustert 1968                                                      |
| SA4ü-28     | 20 502 (1928) 10 502 (1931) | -                                                      | -                                   | Drehgestelle Görlitz II schwer, 1933 Austausch gegen Görlitz III schwer, Verbleib unbekannt                                                                                    |
| SA4ük-28    | 20 503 (1928) 10 503 (1931) | -                                                      | -                                   | Drehgestelle Görlitz II schwer, 1933 Austausch gegen Görlitz III schwer, nach 1945 bei CSD und Umbau zu Speisewagen                                                            |
| SA4ü-28     | 20 504 (1928) 10 504 (1931) | -                                                      | -                                   | Drehgestelle Görlitz II schwer, 1933 Austausch gegen Görlitz III schwer, Verbleib unbekannt                                                                                    |
| SA4ük-28    | 20 505 (1928) 10 505 (1931) | -                                                      | -                                   | Drehgestelle Görlitz II schwer, 1933 Austausch gegen Görlitz III schwer, nach 1945 bei CSD und Umbau zu Speisewagen                                                            |
| SA4ü-28     | 20 506 (1928) 10 506 (1931) | -                                                      | -                                   | Drehgestelle Görlitz II schwer, 1933 Austausch gegen Görlitz III schwer, Verbleib unbekannt                                                                                    |
| SA4ük-28    | 20 507 (1928) 10 507 (1931) | WRüg(e)-28b (1964) WRüg(e)151.1 (1956)                 | -                                   | Drehgestelle Görlitz II schwer, 1933 Austausch gegen Görlitz III schwer, Umbau zu Speisewagen DSG 1231, ausgemustert 1966                                                      |
| SA4ü-28     | 20 508 (1928) 10 508 (1931) | WRüg(e)-28c (1964) WRüg(e)151.1 (1956)                 | 50 80 88-46 232-1                   | Drehgestelle Görlitz II schwer, 1933 Austausch gegen Görlitz III schwer, Umbau zu Speisewagen DSG 1232, ausgemustert 1970, zu FEK 1971, aktuelle Wagennummer 56 80 88-35 022-4 |
| SB4ük-28    | 24 501 (1928) 10 701 (1931) | WRüg(e)-28d (1964) WRüg(e)151.1 (1956)                 | 50 80 88-44 234                     | Drehgestelle Görlitz II schwer, 1933 Austausch gegen Görlitz III schwer, Umbau zu Speisewagen DSG 1234, ausgemustert 1967                                                      |
| SB4ü-28     | 24 502 (1928) 10 702 (1931) | ABüe-28/52 (1952) Aüe-28/52 (1956)                     | -                                   | Drehgestelle Görlitz II schwer, 1933 Austausch gegen Görlitz III schwer, Umbau in Wagen 1./2. Klasse 1951, ausgemustert 1968                                                   |
| SB4ük-28    | 24 503 (1928) 10 703 (1931) | WG4üke-28/50 (1950) WGüke822 (1964)                    | 50 80 89-43 520-2 56 80 89-35 020-7 | Drehgestelle Görlitz II schwer, 1933 Austausch gegen Görlitz III schwer, Umbau zu Gesellschaftswagen 1950, ausgemustert 1977, zu FEK 1978                                      |
| SB4ü-28     | 24 504 (1928) 10 704 (1931) | WRüg(e)-28e (1952) WRüg(e)151.1 (1964)                 | 50 80 88-46 236                     | Drehgestelle Görlitz II schwer, 1933 Austausch gegen Görlitz III schwer, Umbau zu Speisewagen DSG 1236, ausgemustert 1967 (1973?), in Privatbesitz                             |
| SB4ük-28    | 24 505 (1928) 10 705 (1931) | WRüg(e)-28d (1952) WRüg(e)151.1 (1964)                 | 50 80 88-46 237                     | Drehgestelle Görlitz II schwer, 1933 Austausch gegen Görlitz III schwer, Umbau zu Speisewagen DSG 1237, ausgemustert 1967                                                      |
| SB4ü-28     | 24 506 (1928) 10 706 (1931) | ABüe-28/34/52 (1952) Aüe-28/34/52 (1956) Aüe303 (1964) | 51 80 18-43 040                     | Drehgestelle Görlitz II schwer, 1933 Austausch gegen Görlitz III schwer, 1934 Umbau in Wagen 1./2. Klasse, ausgemustert 1972, zu FEK, weiter zu TEAG                           |
| SB4ük-28    | 24 507 (1928) 10 707 (1931) | WG4ük-28/51 (1951) WGüke822.0 (1964)                   | 51 80 89-43 521-9                   | Drehgestelle Görlitz II schwer, 1933 Austausch gegen Görlitz III schwer, Umbau zu WG4ük 1951 (blau, mit Schürze), ausgemustert 1980, zu Intraflug / RBMT / FEK, heute bei TEAG |
| SB4ü-28     | 24 508 (1928) 10 708 (1931) | ABüe-28/52 (1952) Aüe-28/52 (1956) Aüe304 (1964)       | 51 80 18-43 060                     | Drehgestelle Görlitz II schwer, 1933 Austausch gegen Görlitz III schwer, Umbau in Wagen 1./2. Klasse, ausgemustert 1982, heute bei TEAG                                        |
| SB4ük-28    | 24 509 (1928) 10 709 (1931) | WRüg(e)-28d (1952) WRüg(e)151.1 (1964)                 | 50 80 88-46 238                     | Drehgestelle Görlitz II schwer, 1933 Austausch gegen Görlitz III schwer, Umbau zu Speisewagen DSG 1238, ausgemustert 1967                                                      |
| SB4ü-28     | 24 510 (1928) 10 710 (1931) | -                                                      | -                                   | Drehgestelle Görlitz II schwer, 1933 Austausch gegen Görlitz III schwer, 1934 Umbau in Wagen 1./2. Klasse, Verbleib unbekannt                                                  |
| SB4ük-28    | 24 511 (1928) 10 711 (1931) | ABüe-28/39/51 (1951) Aüe-28/39/52 (1956) Aüe304 (1964) | 51 80 18-43 050                     | Drehgestelle Görlitz II schwer, 1933 Austausch gegen Görlitz III schwer, Umbau in Wagen 1./2. Klasse 1951, ausgemustert 1969                                                   |
| SB4ü-28     | 24 512 (1928) 10 712 (1931) | ABüe-28/52 (1952) Aüe-28/52 (1956) Aüe304 (1964)       | 56 80 28-35 061-6                   | Drehgestelle Görlitz II schwer, 1933 Austausch gegen Görlitz III schwer, ausgemustert 1982, zu FEK                                                                             |
| SB4ük-29    | 24 513 (1928) 10 713 (1931) | WRüg(e)-29a (1952) WRüg(e)151.1 (1964)                 | 51 80 88-46 235-0                   | Drehgestelle Görlitz II schwer mit Rollenachslager, Umbau zu Speisewagen DSG 1035, ausgemustert 1974, zu KBE, danach Bierbahnsteig 11 in Bellinghausen, seit 2009 bei TEAG     |
| SB4ü-29     | 24 514 (1928) 10 714 (1931) | -                                                      | -                                   | Drehgestelle Görlitz II schwer mit Rollenachslager, Verbleib unbekannt |
| SB4ük-29    | 24 515 (1928) 10 715 (1931) | WRü(e)-29a (1952) WRüg(e)151.1 (1964)                  | 51 80 88-46 239-6                   | Drehgestelle Görlitz II schwer mit Rollenachslager, Umbau zu Speisewagen DSG 1239, ausgemustert 1973, zu Intraflug, heute TEAG                                                 |
| SB4ü-29     | 24 516 (1928) 10 716 (1931) | -                                                      | -                                   | Drehgestelle Görlitz II schwer mit Rollenachslager, Verbleib unbekannt |
| SB4ük-29    | 24 517 (1928) 10 717 (1931) | WG4üke-29/50 (1950) WG4üke822.0 (1964)                 | 51 80 89-43 522-7                   | Drehgestelle Görlitz II schwer mit Rollenachslager, Umbau zu Gesellschaftswagen 1950, ausgemustert 1980, bei FEK 1980-2007, aktuelle Wagennummer 56 80 89-35 023-1             |
| SB4ük-29    | 24 519 (1928) 10 719 (1931) | -                                                      | -                                   | Drehgestelle Görlitz II schwer, 1933 Austausch gegen Görlitz III schwer, nach 1945 bei CSD und Umbau zu Speisewagen                                                            |

Ein Wagen SB4ü-28 (10 704 Köln) wurde 1934, ein weiterer Wagen SB4ük-28 (10 711 Köln) wurde 1939 zu Wagen 1./2. Klasse umgebaut. Planungen, die Ende der 1930er Jahre äußerlich im Vergleich mit den neueren Schürzenwagen nicht mehr ganz modern wirkenden Fahrzeuge durch neue Wagen zu ersetzen, wurden im April 1939 vom Reichsbahn-Zentralamt mit Verweis auf die Überlastung der Waggonbaufirmen zurückgestellt.
Da die Wagen nicht mehr gehobenen Ansprüchen genügten und außerdem ein Mangel an Sitzwagen bestand, wurde 1943 geplant, die Wagen in Sitzwagen 2. Klasse umzubauen; dieser Umbau kam jedoch kriegsbedingt nicht mehr zustande.

## Gepäckwagen
Neben den Personenwagen wurden drei Gepäckwagen für den Rheingold bestellt. Da laut Vorschrift zwischen Lok und Personenwagen ein Schutzwagen laufen musste, wurden je zwei Gepäckwagen badischer (Pw4ü bad 12) und preußischer Bauart (Pw4ü pr 16) in Mannheim vorgehalten und für den Abschnitt Mannheim – Basel in den Zug eingestellt. Die Gepäckwagen waren einheitlich violett lackiert.
| Gattung DRG | Wagennummern DRG             |                             |                   | Bemerkungen                                               |
| SPw4ü-28    | 90 201 (1928) 105 001 (1931) | D4ü-28 (1950) Düe949 (1964) | 55 80 92-35 021-1 | Drehgestelle Görlitz II schwer, ausgemustert 1968, zu FEK |
| SPw4ü-28    | 90 202 (1928) 105 002 (1931) | D4ü-28 (1950) Düe949 (1964) |                   | Drehgestelle Görlitz II schwer,                           |
| SPw4ü-28    | 90 203 (1928) 105 003 (1931) | D4ü-28 (1950) Düe949 (1964) |                   | Drehgestelle Görlitz II schwer,                           |

## Entwicklung nach 1945
Nach dem Krieg wurden zunächst 14 der Rheingold-Wagen in den Westzonen aufgefunden, acht befanden sich in der Tschechoslowakei, fünf in Österreich. Der Wagen 10 714 scheint in den Kriegswirren zerstört worden zu sein. Später kamen weitere drei Wagen nach Deutschland, die tschechoslowakische Staatsbahn Československé státní dráhy (ČSD) ließ drei Wagen zu Speisewagen umbauen.
Bereits 1950/51 wurden in Westdeutschland drei Wagen zu Gesellschaftswagen hergerichtet. 1954 ließ die DB dann weitere neun Wagen zu Speisewagen umbauen, diese wurden von der Deutschen Schlafwagen- und Speisewagengesellschaft (DSG) unter den Nummern 1230 – 1232 und 1234 – 1239 übernommen. Der letzte Wagen wurde 1980 ausgemustert.
Die noch erhaltenen Originalwagen sind inzwischen äußerlich in den Originalzustand zurückversetzt, allerdings mit Inneneinrichtungen aus späteren Umbauten. Sie werden, soweit sie betriebsfähig sind, für Sonderfahrten eingesetzt. Vier Salon- und ein Packwagen sind beim Freundeskreis Eisenbahn Köln (FEK) im Einsatz. Sechs Wagen sind bei der Transeurop Eisenbahn AG (TEAG) eingestellt, davon sind zwei betriebsfähig.